# Burgruine Luginsfeld
Die Burgruine Luginsfeld ist die Ruine einer Höhenburg auf 785 m ü. NN 120 Meter über dem Donautal, an der Südwestspitze des Leutenberges 1500 Meter östlich der Stadtkirche von Tuttlingen im Landkreis Tuttlingen in Baden-Württemberg.

## Beschreibung
Von der im 11. bis 13. Jahrhundert erbauten von einem Doppelgraben umgebenen Turmburg sind im 20. Jahrhundert Mauerreste freigelegt worden.
Die Burgfläche beträgt etwa 20 mal 14 Meter. Der quadratische Turm hat die Maße sieben mal sieben Meter mit einer Mauerstärke von 1,2 Meter und zeigt noch eine Höhe von 1,8 Meter.
Der Turm fällt unter die so genannten „Luginsland-Türme“ und diente hauptsächlich der Überwachung der Umgebung. Vermutlich hatte der Turm der damaligen Zeit entsprechend einen hölzernen Aufbau und eine Höhe von 30 Meter.